# Список богомолів Європи
У фауні Європи відомо понад 40 видів богомолів (за різними оцінками від 35 до 41), яких відносять до 8 родин та 17 родів. Найпоширенішим видом є богомол звичайний, найбагатшою родиною є Amelidae, а родом — Ameles. Видовий склад богомолів небагатий, у помірній зоні трапляється переважно богомол звичайний, більшим є різноманіття на узбережжі Середземного моря та його островів. 8 видів зустрічаються лише на Канарських островах (причому 7 — їхні ендеміки), без них число видів ледве перевищує 30.
Низка видів є рідкісними, занесеними до Червоного списку Міжнародного союзу охорони природи або до природоохоронних переліків окремих країн. Вимерлими вважаються види Pseudoyersinia brevipennis та Ameles fasciipennis. Багато видів родини Amelidae поширені локально та знаходяться під загрозою через господарську діяльність людини.
Фауна богомолів Європи вивчена достатньо добре, у XXI столітті описаний лише один вид Ameles paradecolor, тому відкриття нових видів для науки в регіоні малоймовірне. Проте для низки родів, зокрема Ameles, Pseudoyersinia, Rivetina, можливі коливання кількості видів через перегляд таксономічних відносин між популяціями. Також через потепління клімату змінюються ареали видів, відбувається розселення європейських богомолів до неохоплених ними раніше територій, а також вселення нових видів з Північної Африки та Азії. 
У 2010-х роках фіксується розширення ареалу богомола звичайного на північ, рух деревного богомола закавказького на північ та захід до континентальної України, Балканського та Апеннінського півостровів, Ameles spallanzania збільшує свій ареал на півночі Італії, також відмічені окремі особини в Німеччині. Спостерігається поява богомолів роду Miomantis на Піренейському півострові та розселення Sphodromantis viridis по країнах Середземномор'я. У 2020 році було повідомлено про виявлення східноазійського H. patellifera на півдні Франції принаймні з 2013 року, а також на півночі Італії. Одиничні знахідки богомолів Statilia maculata зі Східної Азії фіксувалися на чорноморському узбережжі Краснодарського краю Росії у 2013-2019 роках, а станом на 2020 рік вид  утворив стабільні популяції в регіоні.

## Список богомолів, знайдених у Європі
Систематику богомолів подано за версіями Отте (2020) та Шварца й Руа (2019). Статус у Червоному списку МСОП наведено за його офіційним сайтом.
| Наукова назва                 | Автор і дата опису                   | Зображення | Статус за Червоним списком МСОП | Країни ареалу                                                                      | Примітки |
| Родина: Amorphoscelidae       |                                      |            |                                 |                                                                                    | |
| Perlamantis allibertii        | Guerin-Méneville, 1843               |            | DD                              | Іспанія, Португалія, Франція                                                       | |
| Родина: Amelidae              |                                      |            |                                 |                                                                                    | |
| Ameles andreae                | Galvagni, 1976                       |            | NT                              | Італія, Іспанія                                                                    | |
| Ameles assoi                  | Bolivar, 1873                        |            | DD                              | Іспанія                                                                            | |
| Ameles decolor                | (Charpentier, 1825)                  |            | LC                              | Франція, Італія, Хорватія, Боснія і Герцоговина                                    | |
| Ameles fasciipennis           | Kaltenbach, 1963                     |            | CR                              | Італія                                                                             | |
| Ameles gracilis               | (Brullé, 1838)                       |            | VU                              | Канарські острови                                                                  | ендемік |
| Ameles heldreichi             | Brunner von Wattenwyl, 1882          |            | LC                              | Греція, Албанія, Македонія, Румунія                                                | |
| Ameles limbata                | (Brullé, 1838)                       |            | VU                              | Канарські острови                                                                  | ендемік |
| Ameles nana                   | (Charpentier, 1825)                  |            | ?                               | Італія, Іспанія, Португалія                                                        | |
| Ameles paradecolor            | Agabiti, Salvatrice & Lombardo, 2010 |            | DD                              | Іспанія                                                                            | |
| Ameles picteti                | (Saussure, 1869)                     |            | DD                              | Італія                                                                             | |
| Ameles spallanzania           | (Rossi, 1792)                        |            | LC                              | Італія, Хорватія, Боснія і Герцеговина, Франція, Іспанія, Португалія, Мальта       | |
| Ameles taurica                | Jakovlev 1903                        |            | ?                               | Україна, Росія                                                                     | Більшість сучасних дослідників вважають цього богомола підвидом балканського виду A. heldreichi taurica, див. наприклад, працю |
| Apteromantis aptera           | (Fuente, 1894)                       |            | LC                              | Іспанія, Португалія                                                                | |
| Pseudoyersinia betancuriae    | Wiemers, 1993                        |            | DD                              | Канарські острови                                                                  | ендемік |
| Pseudoyersinia brevipennis    | (Yersin, 1860)                       |            | EX                              | Франція                                                                            | |
| Pseudoyersinia canariensis    | Chopard, 1942                        |            | EN                              | Канарські острови                                                                  | ендемік |
| Pseudoyersinia lagrecai       | Lombardo, 1984                       |            | NT                              | Італія                                                                             | |
| Pseudoyersinia paui           | (Bolivar, 1898)                      |            | NT                              | Італія, Іспанія                                                                    | |
| Pseudoyersinia pilipes        | Chopard, 1954                        |            | DD                              | Канарські острови                                                                  | |
| Pseudoyersinia subaptera      | Chopard, 1942                        |            | VU                              | Канарські острови                                                                  | |
| Pseudoyersinia teydeana       | Chopard, 1942                        |            | DD                              | Канарські острови                                                                  | |
| Родина: Rivetinidae           |                                      |            |                                 |                                                                                    | |
| Bolivaria brachyptera         | Pallas, 1773                         |            | DD                              | Україна, Росія, Молдова                                                            | |
| Geomantis larvoides           | Pantel, 1896                         |            | DD                              | Франція, Іспанія, Португалія, Італія, Хорватія, Албанія, Греція                    | |
| Rivetina baetica tenuidentata | La Greca & Lombardo, 1982            |            | DD                              | Італія, Мальта, Кіпр, Іспанія                                                      | |
| Rivetina balcanica            | Kaltenbach, 1963                     |            | ?                               | Греція, Албанія                                                                    | Статус окремого виду піддається сумніву                                                                                        |
| Rivetina nana                 | Mistshenko, 1967                     |            | DD                              | Росія                                                                              | |
| Rivetina syriaca              | (Saussure, 1869)                     |            | DD                              | Кіпр                                                                               | |
| Родина: Богомолові (Mantidae) |                                      |            |                                 |                                                                                    | |
| Hierodula transcaucasica      | Brunner, 1878                        |            | ?                               | Україна, Росія, Албанія, Греція, Болгарія, Італія, Франція, Хорватія               | На початку XX століття відомий лише з Росії та України (Крим), розширює ареал                                                  |
| Hierodula patellifera         | Serville, 1839                       |            | ?                               | Італія, Франція, Хорватія                                                          | Інвазивний вид з 2010-х років                                                                                                  |
| Mantis religiosa              | Linnaeus, 1758                       |            | LC                              | більшість країн, на північ до Бельгії, Німеччини, Польщі, Білорусі, Естонії, Росії | |
| Sphodromantis viridis         | (Forskal, 1775)                      |            | LC                              | Іспанія, Португалія, Греція, Кіпр, Італія, Хорватія                                | Вид швидко поширюється |
| Statilia maculata             | (Thunberg, 1784)                     |            | ?                               | Росія                                                                              | Інвазивний вид з 2010-х років                                                                                                  |
| Родина: Miomantidae           |                                      |            |                                 |                                                                                    | |
| Miomantis paykullii           | Stal, 1871                           |            | ?                               | Португалія                                                                         | Інвазивний вид з 2000-х років                                                                                                  |
| Miomantis caffra              | Saussure, 1871                       |            | ?                               | Португалія                                                                         | Інвазивний вид з 2000-х років                                                                                                  |
| Родина: Toxoderidae           |                                      |            |                                 |                                                                                    | |
| Severinia turcomaniae         | (Saussure, 1872)                     |            | LC                              | Росія                                                                              | |
| Родина: Емпузові (Empusidae)  |                                      |            |                                 |                                                                                    | |
| Blepharopsis mendica          | (Fabricius, 1775)                    |            | LC                              | Кіпр, Канарські острови                                                            | |
| Empusa fasciata               | Brullé, 1832                         |            | DD                              | Румунія, Болгарія, Греція, кол. Югославія, Італія, Україна, Кіпр                   | |
| Empusa pennata                | (Thunberg, 1815)                     |            | ?                               | Італія, Франція, Іспанія, Португалія                                               | |
| Empusa pennicornis            | Pallas, 1773                         |            | DD                              | Україна, Росія                                                                     | |
| Hypsicorypha gracilis         | (Burmeister, 1838)                   |            | LC                              | Канарські острови                                                                  | |
| Родина: Eremiaphilidae        |                                      |            |                                 |                                                                                    | |
| Iris oratoria                 | (Linnaeus, 1758)                     |            | LC                              | Франція, Іспанія, Італія, Греція, Болгарія                                         | |
| Iris polystictica             | Fischer-Waldheim, 1846               |            | DD                              | Україна, Росія                                                                     | |

## Країни, де богомоли не знайдені
Богомоли є теплолюбними комахами, які не переживають дуже холодні зими. Вони відсутні в таких країнах Північної Європи: 
- Велика Британія
- Ірландія
- Ісландія
- Нідерланди
- Норвегія
- Данія
- Швеція
- Фінляндія

У Великій Британії відомий лише викопний вид богомолів Protohierodula crabbi

## Країни, де відомий лишеMantis religiosa
У країнах, територія яких знаходиться північніше за 45° північної широти зустрічається в основному богомол звичайний. У науковій літературі середини XX сторіччя північною межею поширення цього виду називалися 50-51° північної широти, проте на початку XXI століття цей вид виявлений і в більш північних країнах, зокрема в Білорусі, Литві, Латвії, Естонії, у північних регіонах Німеччини, Польщі та Росії.

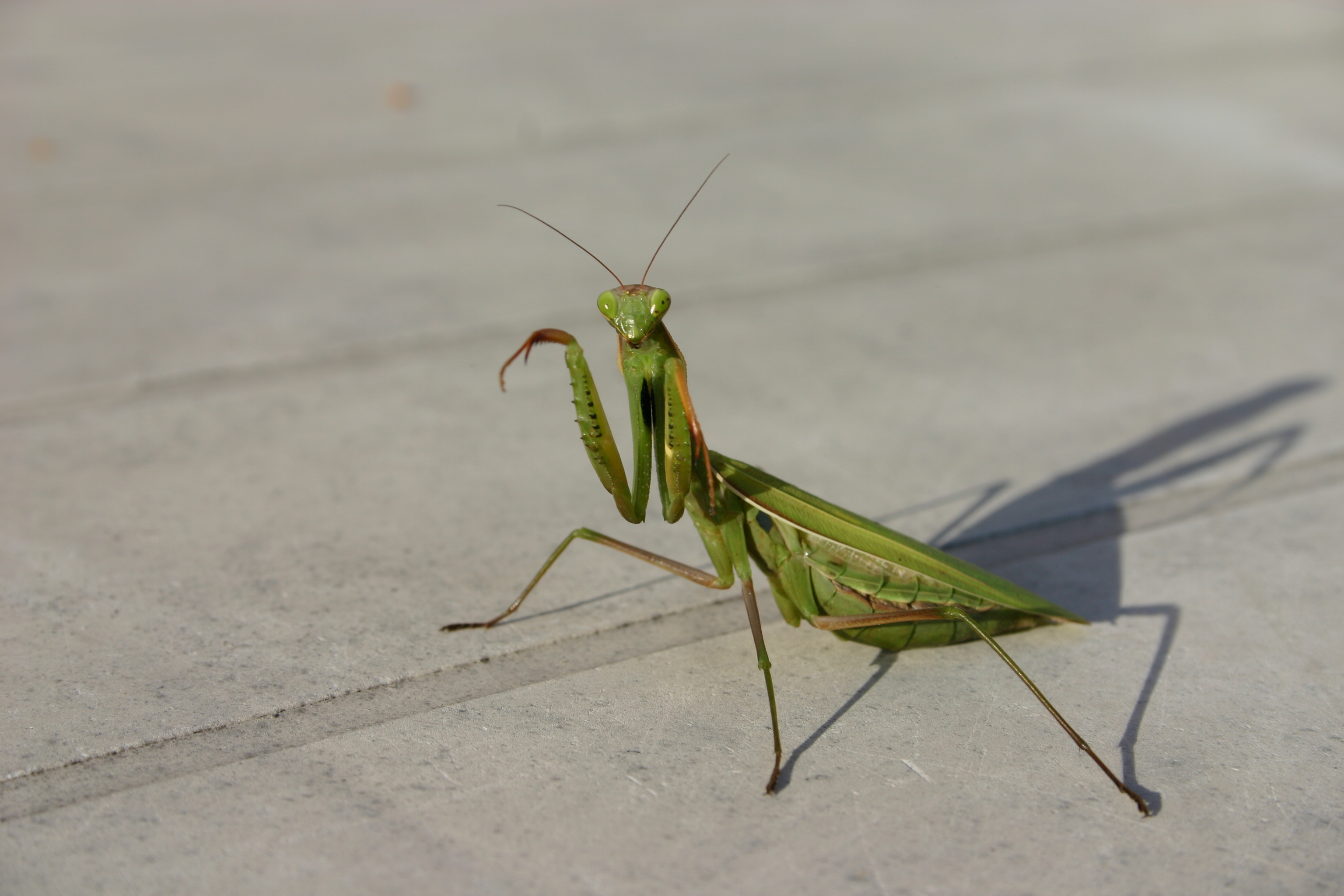
Найпоширеніший богомол Європи — богомол звичайний

- Бельгія[10]
- Латвія[11]
- Німеччина[10]
- Чехія[12]
- Словаччина[12]
- Польща[13]
- Білорусь[14]
- Швейцарія[13]
- Австрія[15]
- Угорщина[16]
- Люксембург[10]
- Естонія[17]
- Литва[18]

## Іспанія
Іспанія є найбагатшою країною за кількістю видів богомолів у Європі. Фауна країни налічує 24 види богомолів: 14 на Піренейському півострові, 7 ендемічних на Канарських островах, 1 спільний з материковою Іспанією та 2 спільних з південним Середземномор'ям канарські види.

### Піренейський півострів і Балеарські острови
- Apteromantis aptera (Fuente, 1894)
- Empusa pennata (Thunberg, 1815)
- Ameles assoi Bolivar, 1873
- Ameles spallanzania (Rossi, 1792)
- Ameles paradecolor Agabiti, Salvatrice & Lombardo, 2010
- Ameles picteti (Saussure, 1869)
- Ameles nana (Charpentier 1825)
- Ameles andreae Battiston et al, 2018
- Mantis religiosa (Linnaeus, 1758)
- Perlamantis allibertii Guerin-Méneville, 1843
- Geomantis larvoides Pantel 1896
- Pseudoyersinia paui (Bolivar, 1898)
- Rivetina baetica (Rambur, 1838)
- Sphodromantis viridis (Forskal, 1775)

### Канарські острови
7 ендемічних видів та 3 звичайних.
- Ameles gracilis (Brullé, 1838)
- Ameles limbata (Brullé, 1838)
- Blepharopsis mendica
- Mantis religiosa (Linnaeus, 1758)

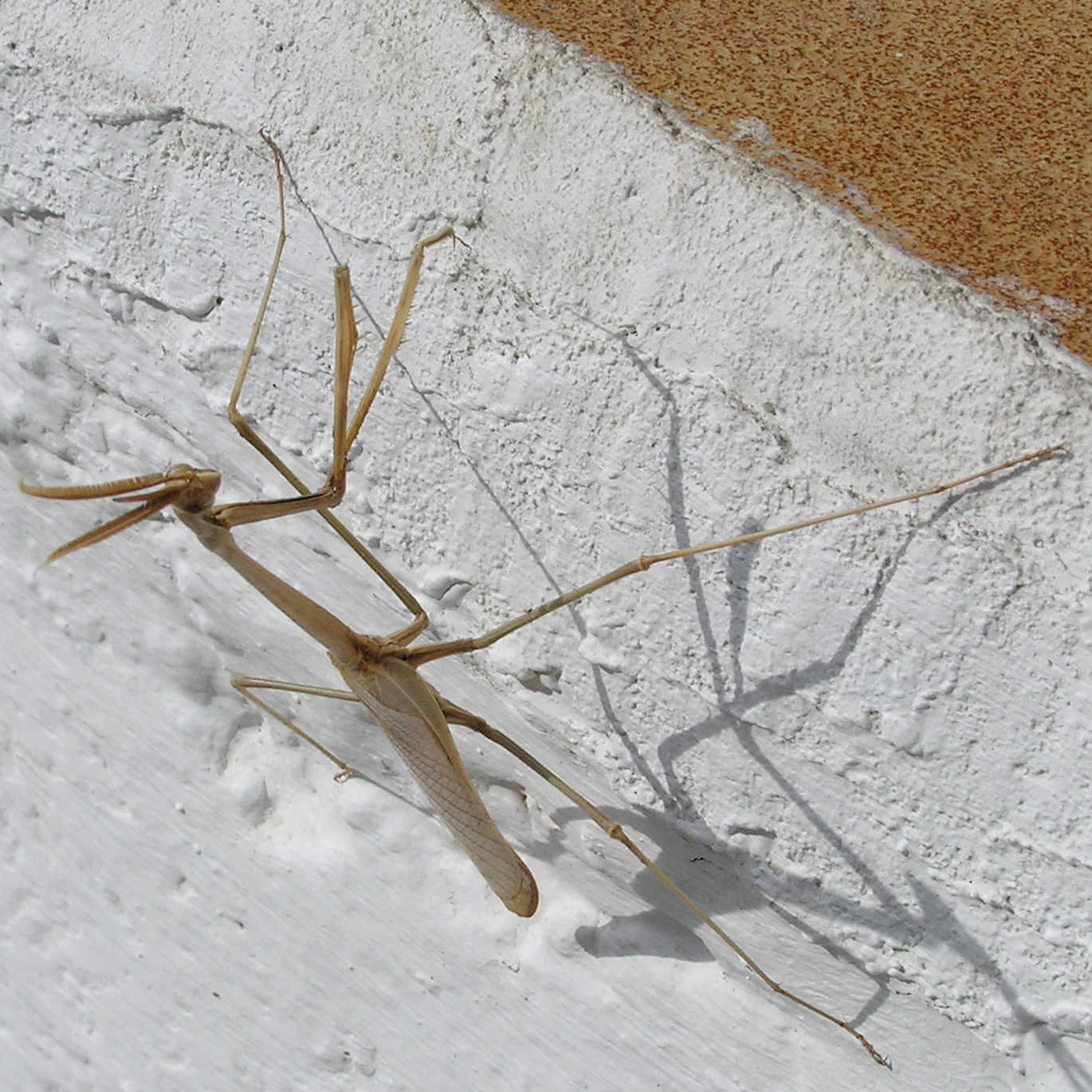
Африкансько-аравійський вид Hypsicorypha gracilis мешкає й на Канарських островах

- Pseudoyersinia betancuriae Wiemers 1993
- Pseudoyersinia canariensis Chopard 1942
- Pseudoyersinia pilipes Chopard, 1954
- Pseudoyersinia subaptera Chopard, 1942
- Pseudoyersinia teydeana Chopard, 1942
- Hypsicorypha gracilis (Burmeister, 1838)

## Італія

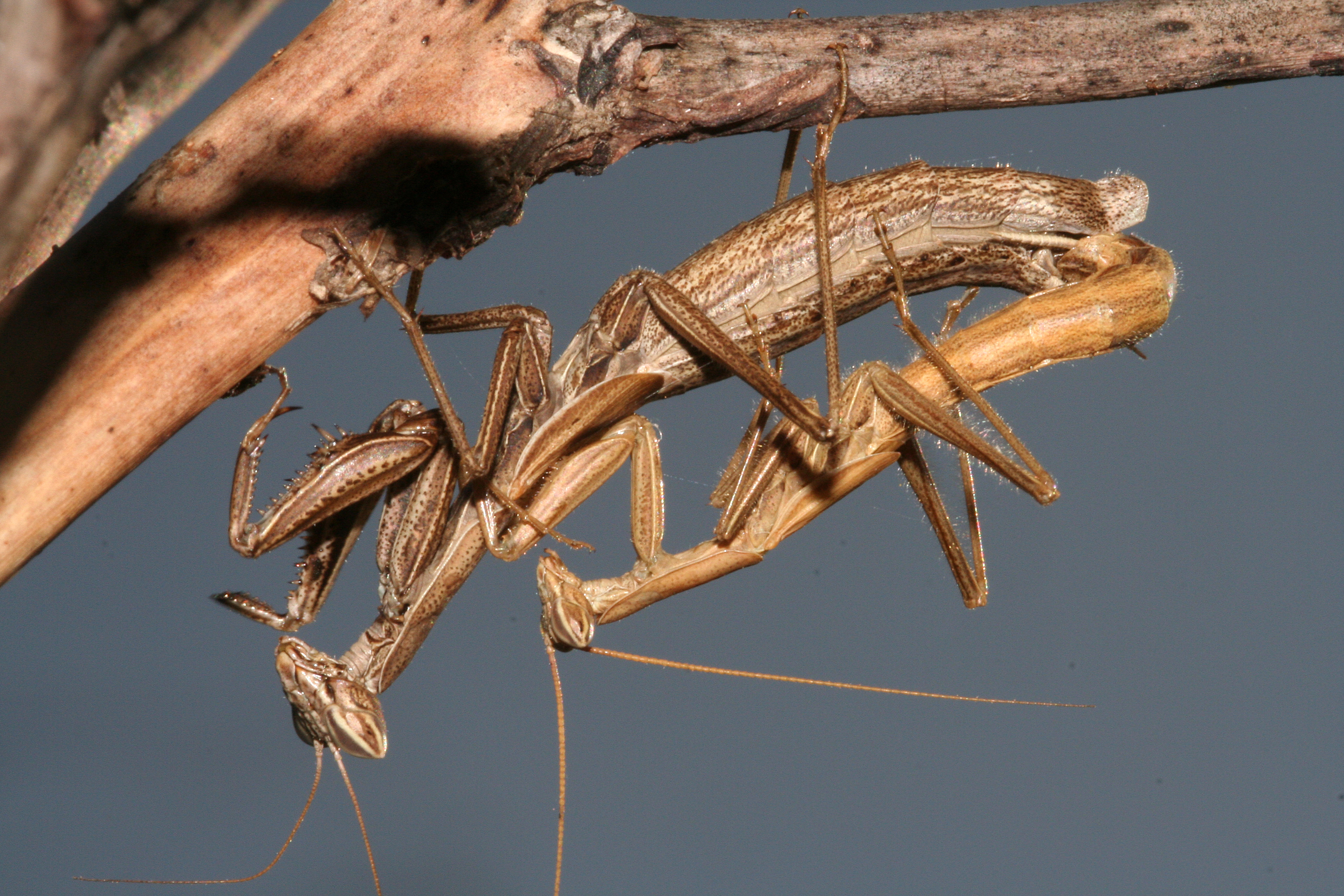
Pseudoyersinia lagrecai, ендемік Сицилії

У Італії описано 14 видів богомолів з 7 родів. У 2010-х роках відбулася експансія виду Ameles spallanzania на північ, а також у країні з'явилися вселенці Hierodula trancaucasica і Hierodula patellifera
. Богомол Ameles fasciipennis, відомий за єдиною знахідкою самця, вважається вимерлим.
- Ameles decolor (Charpentier, 1825) Північ, Південь, Сицилія, Сардинія
- Ameles fasciipennis Kaltenbach, 1963 Південь
- Ameles spallanzania (Rossi, 1792) Північ, Південь, Сицилія, Сардинія
- Ameles picteti (Saussure, 1869) Сицилія
- Ameles andreae Battiston et al, 2018 Сардинія
- Pseudoyersinia lagrecai Lombardo, 1984 Сицилія
- Geomantis larvoides Pantel, 1896 Північ, Південь, Сицилія, Сардинія
- Rivetina baetica tenuidentata La Greca & Lombardo, 1982 Сицилія
- Mantis religiosa Linnaeus, 1758 Північ, Південь, Сицилія, Сардинія
- Hierodula trancaucasica Brunner[en], 1878 Північ (Кремона)
- Hierodula patellifera Serville, 1839 Північ
- Empusa pennata (Thunberg, 1815) Північ, Південь, Сицилія, Сардинія
- Empusa fasciata (Brullé, 1836) Північ
- Iris oratoria (Linnaeus, 1758) Північ, Південь, Сицилія, Сардинія

## Португалія

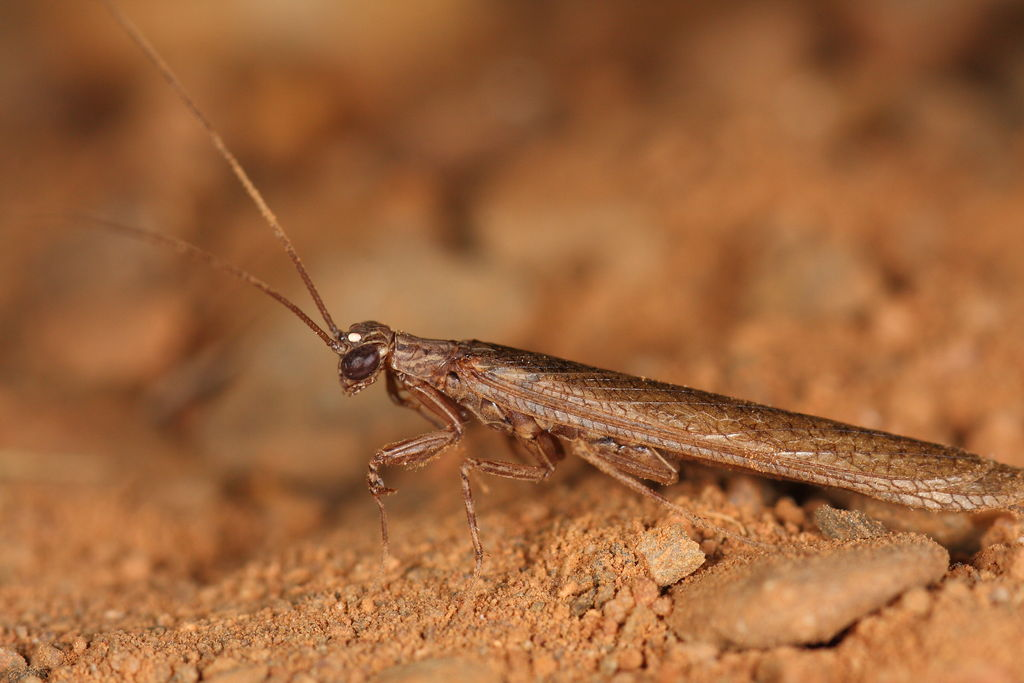
Богомол Perlamantis allibertii з Португалії

Фауна Португалії налічує 13 видів богомолів з 10 родів. Більша кількість видів трапляється на півдні країни. Зокрема там виявлені види-вселенці: Miomantis paykullii, Miomantis caffra та Sphodromantis viridis.
- Perlamantis allibertii Guerin-Méneville, 1843 вся країна
- Empusa pennata (Thunberg, 1815) вся країна
- Ameles spallanzania (Rossi, 1792) вся країна
- Ameles decolor (Charpentier, 1825) вся країна, але спорадично, частіше внутрішні райони
- Ameles nana Agabiti, Salvatrice & Lombardo, 2010 Fauna Euro
- Apteromantis aptera (Fuente, 1894) локально, південна частина країни, мезосередземноморські території
- Geomantis larvoides Pantel, 1896 всюди, але частіше на пісках поблизу берега
- Mantis religiosa (Linnaeus, 1758)
- Miomantis paykullii Stal, 1871 крайній південь, Альгарве, Квартейра
- Miomantis caffra Saussure, 1871 приміська зона Лісабона
- Sphodromantis viridis (Forskal, 1775) південна частина країни поблизу кордону з Іспанією
- Iris oratoria (Linnaeus, 1758)
- Rivetina baetica (Rambur, 1838)

На Азорських островах богомолів не виявлено, на острові Мадейра мешкає богомол звичайний.

## Греція

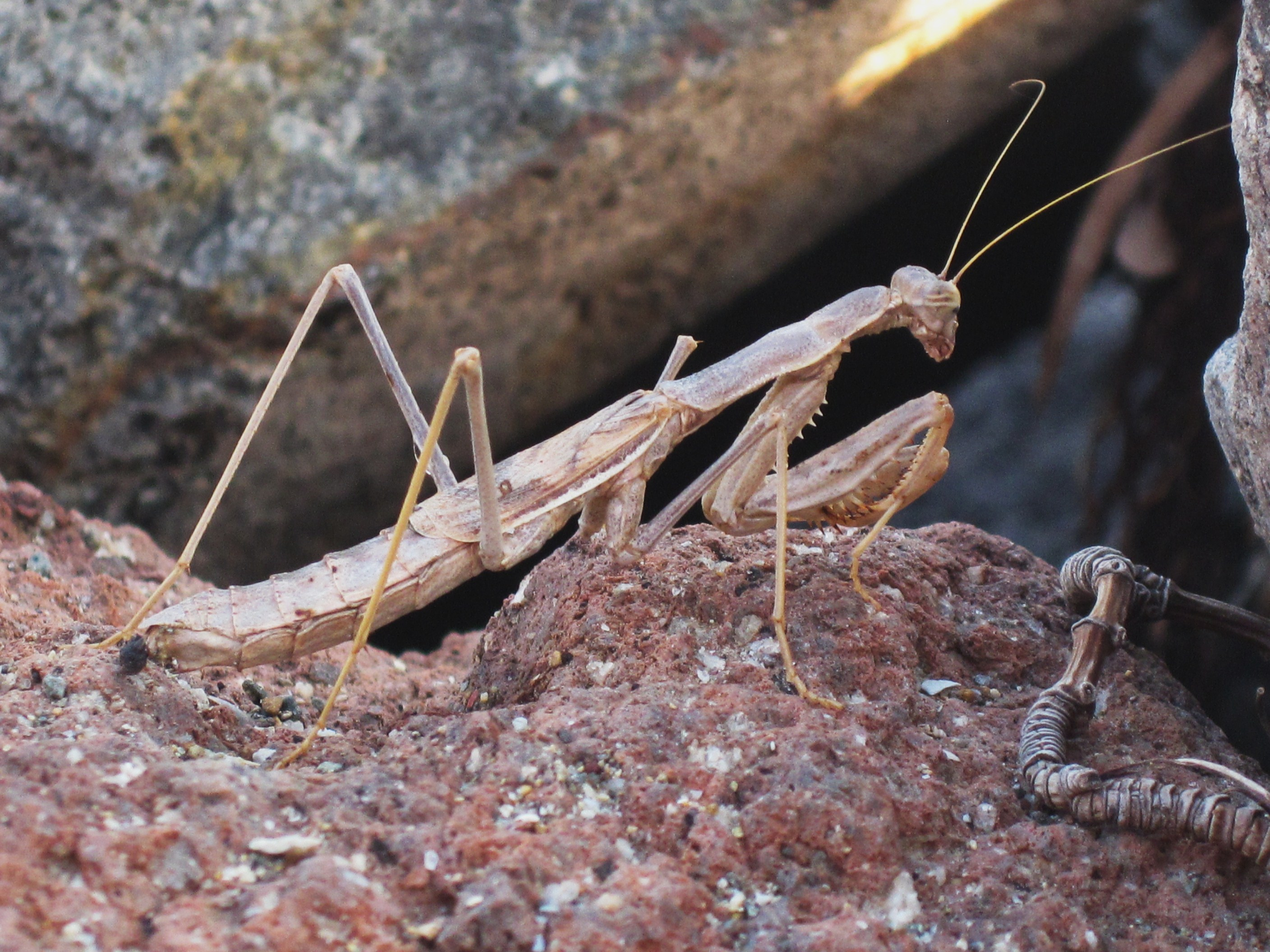
Rivetina balcanica — балканський вид роду Rivetina, характерний для Греції

Фауна Греції налічує приблизно 10 видів. У північно-західній частині країни перетинаються ареали двох видів богомолів роду Ameles, визначення яких утруднено, тому різні джерела описують знахідки як Ameles decolor чи Ameles heldreichi, а наявність обох видів має бути додатково досліджена. Також неясний статус видів роду Rivetina — Rivetina baetica та Rivetina balcanica, оскільки низка дослідників не визнає останній окремим видом. На початку XXI століття відбувається розширення ареалів Sphodromantis viridis та Hierodula trancaucasica, які заселяють все більші частини країни.
- Mantis religiosa Linnaeus, 1758
- Ameles decolor (Charpentier, 1825)
- Ameles heldreichi Br.v.W., 1882
- Sphodromantis viridis Forskal, 1775
- Rivetina baetica RAMBUR, 1839
- Rivetina balcanica Kaltenbach, 1963
- Geomantis larvoides Pantel, 1896
- Hierodula trancaucasica Brunner[en], 1878
- Iris oratoria Linnaeus, 1758
- Empusa fasciata Brullé, 1832

## Європейська частина Росії

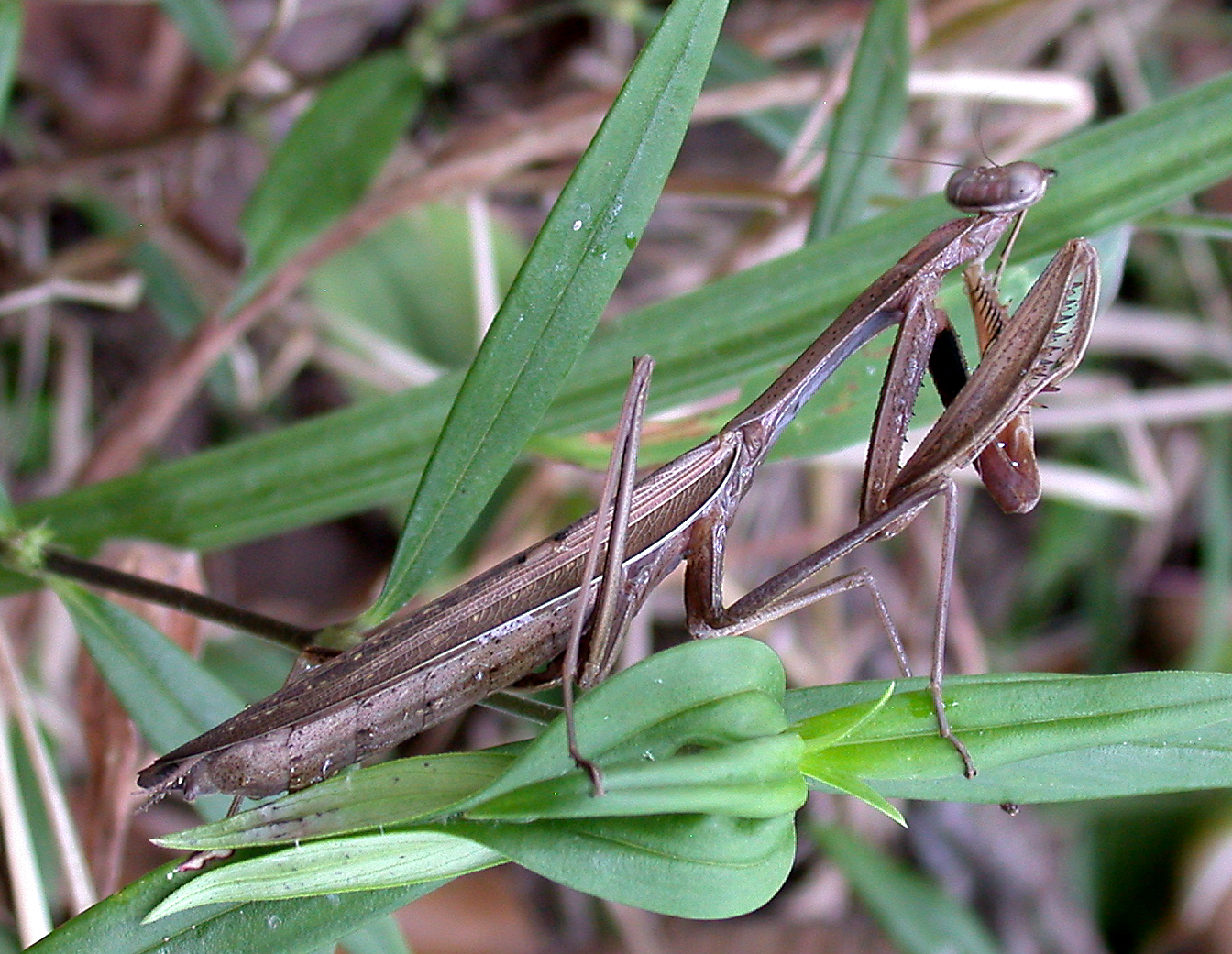
Вид-вселенець Statilia maculata окупував російський Північний Кавказ

У фауні Європейської частини Росії відомо 10 видів, тоді як у всій Росії представлено 12 видів богомолів. Види Severinia turcomaniae і Rivetina nana розширюють свій ареал з Казахстану до гирла Волги, а богомол звичайний поширюється на північ країни Вид Statilia maculata є вселенцем зі Східної Азії
- Mantis religiosa Linnaeus, 1758
- Bolivaria brachyptera Pallas, 1773
- Ameles taurica Jakovlev[ru] 1903
- Hierodula transcaucasica Brunner[en], 1878
- Iris polystictica Fischer-Waldheim, 1846
- Empusa pennicornis
- Empusa fasciata
- Severinia turcomaniae (Saussure, 1872)
- Statilia maculata
- Rivetina nana Mistshenko, 1967

## Франція

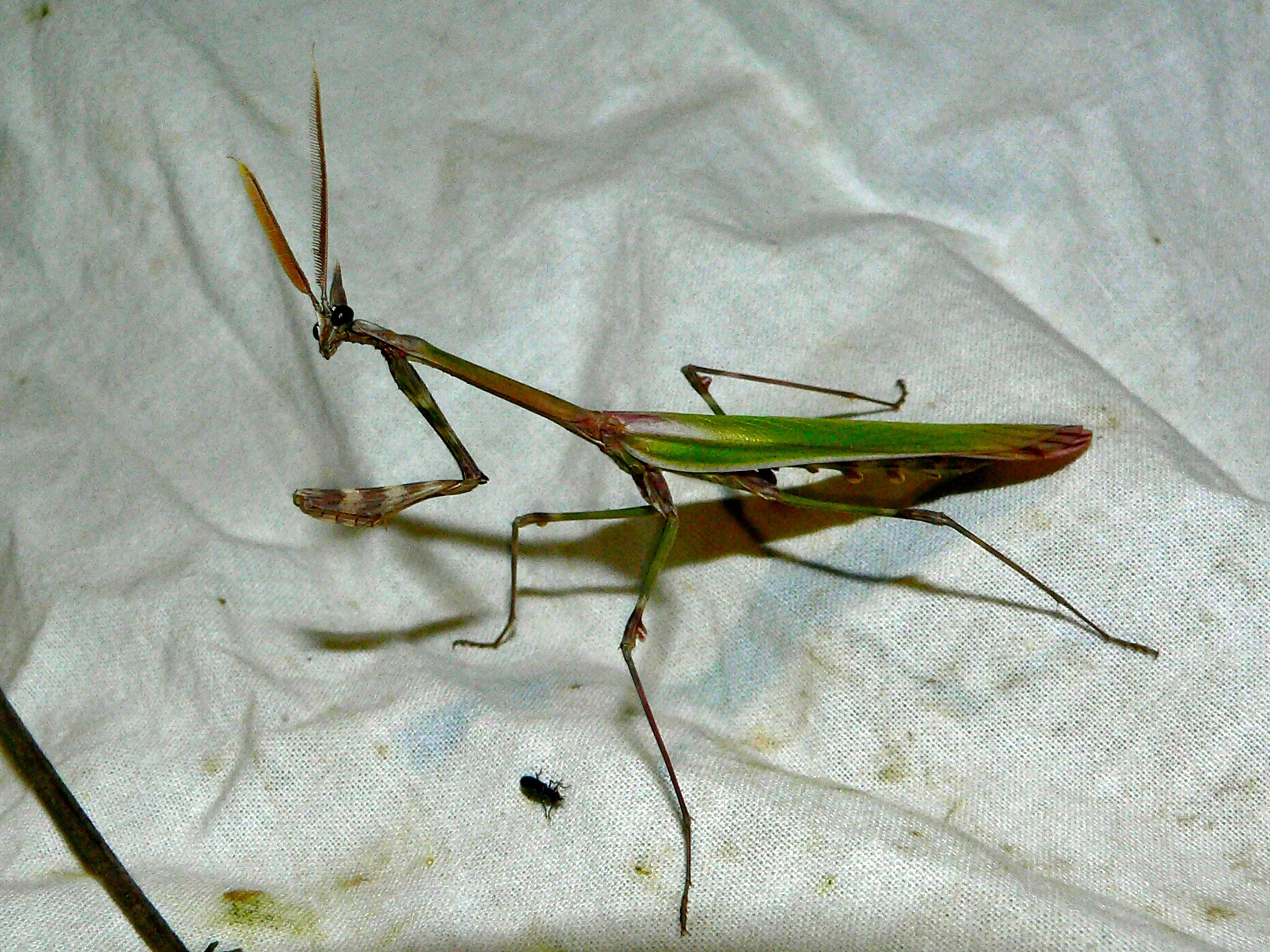
Богомол Empusa pennata, поширений на півдні Франції

Фауна Франції налічує 9 видів богомолів. Майже по всій країні поширений богомол звичайний, а інші види трапляються переважно на півдні країни та на острові Корсика. Вид Pseudoyersinia brevipennis є ендеміком Франції та вважається вимерли, оскільки його знахідок не було з середини XX століття.
- Ameles decolor (Charpentier, 1825)[31]
- Ameles spallanzania (Rossi, 1792)[32]
- Empusa pennata (Thunberg, 1815)[33]
- Geomantis larvoides Pantel, 1896[34]
- Iris oratoria (Linnaeus, 1758)[35]
- Mantis religiosa Linnaeus, 1758[36]
- Perlamantis allibertii Guérin-Méneville, 1843[37]
- Pseudoyersinia brevipennis (Yersin, 1860)[38]
- Hierodula patellifera Serville, 1839

## Кіпр

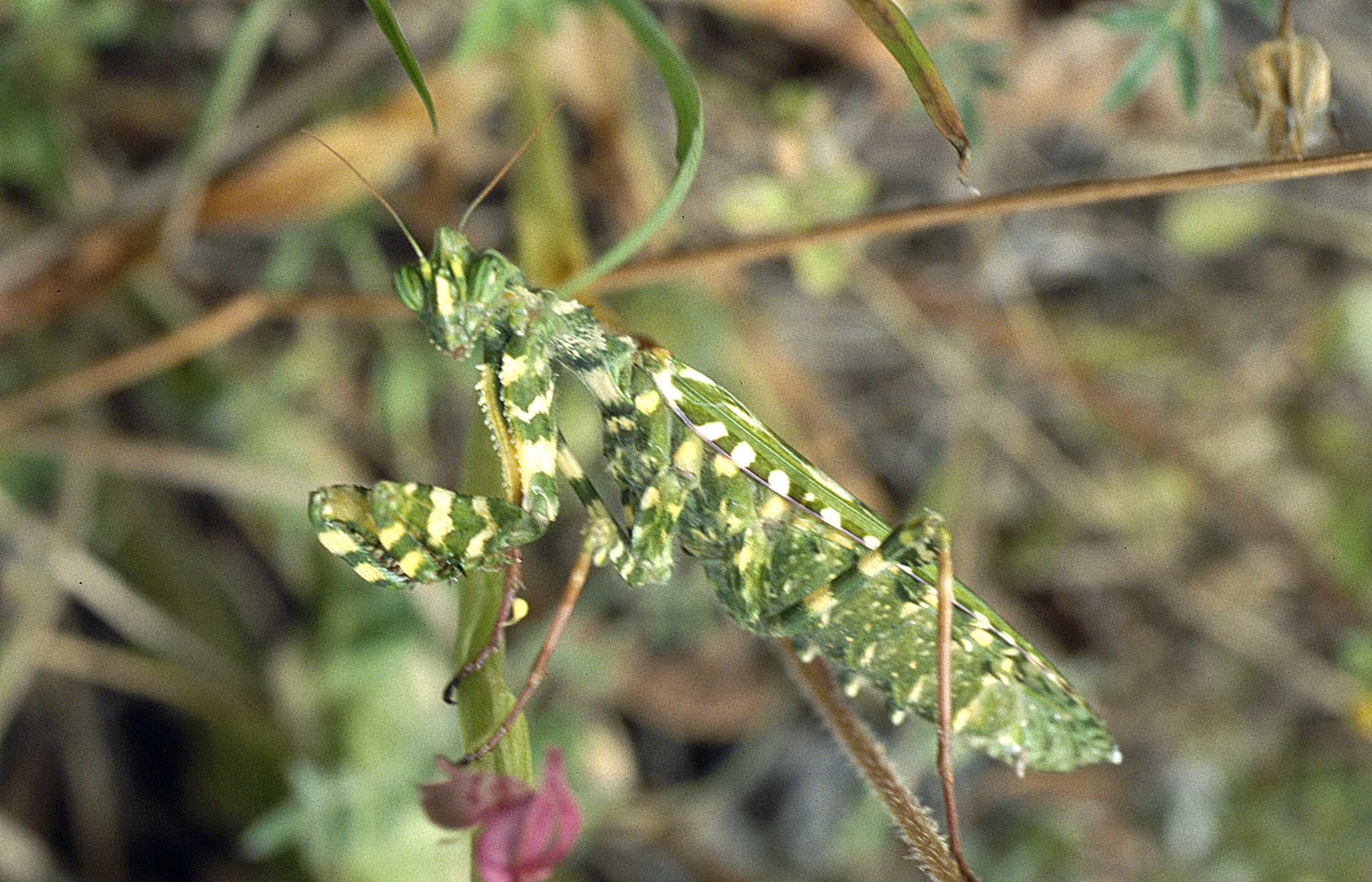
Богомол Blepharopsis mendica зустрічається в Європі лише на Кіпрі та Канарських островах

На Кіпрі відмічено 8 видів богомолів, що об'єднують південносхідноєвропейську фауну з близькосхідною та північноафриканською
- Ameles heldreichi Brunner von Wattenwyl, 1882
- Blepharopsis mendica Fabricius, 1775
- Empusa fasciata Brullé, 1832
- Iris oratoria Linnaeus, 1758
- Mantis religiosa religiosa  Linnaeus, 1758
- Rivetina baetica RAMBUR, 1839
- Rivetina syriaca syriaca  Saussure, 1869
- Sphodromantis viridis Forskål, 1775

## Албанія

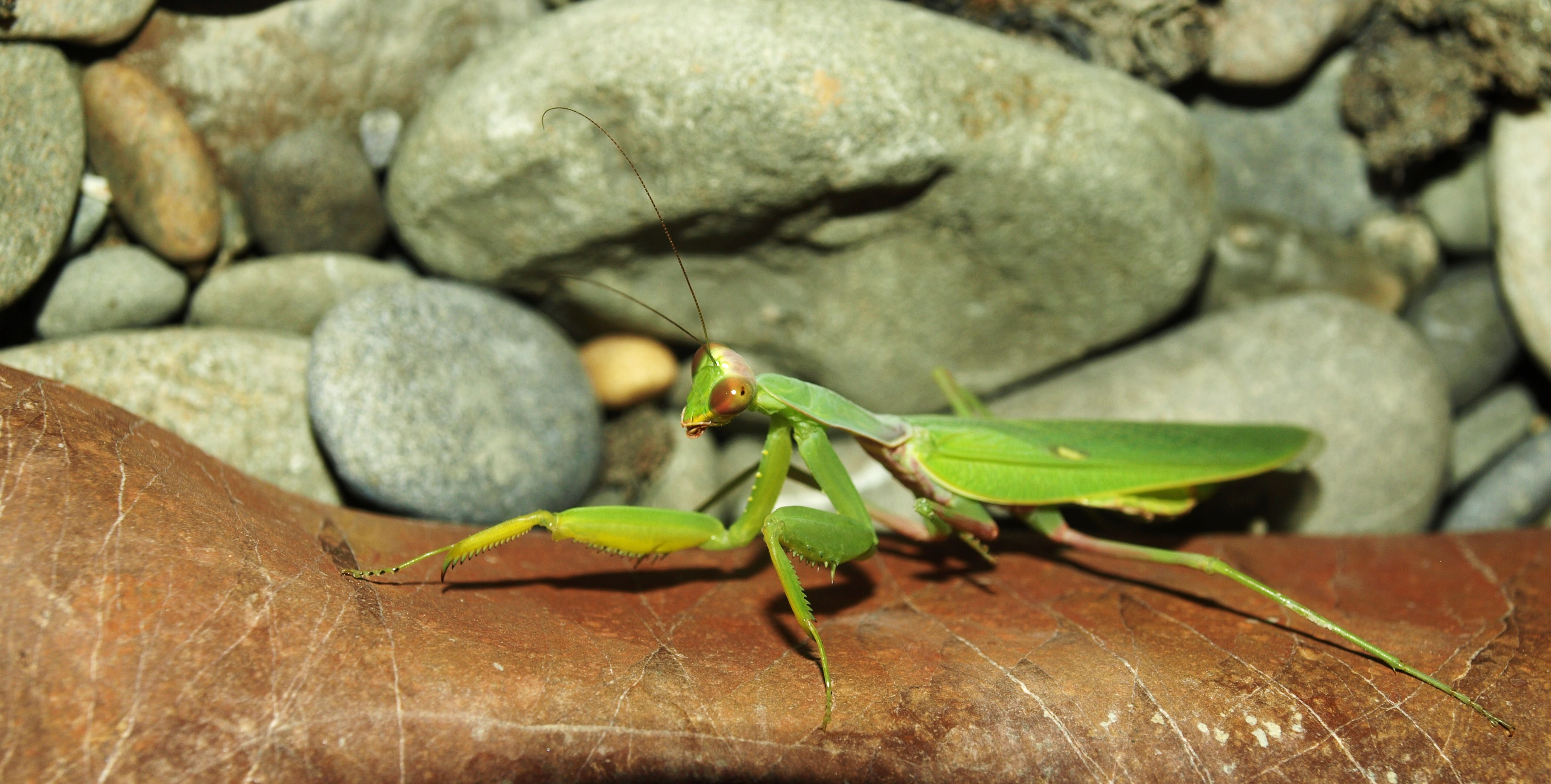
Деревний богомол закавказький розширює свій ареал в Україні, вселився до Албанії і Болгарії

Фауна налічує 7 видів богомолів. Утім, територія країни вивчена недостатньо й можливе виявлення додаткових видів, присутніх у сусідніх країнах.
- Ameles decolor Charpentier, 1825
- Ameles spallanzania Charpentier, 1825
- Mantis religiosa Linnaeus, 1758
- Iris oratoria Linnaeus, 1758
- Geomantis larvoides Pantel, 1896
- Empusa fasciata Brullé, 1832
- Hierodula trancaucasica Brunner[en], 1878

## Україна

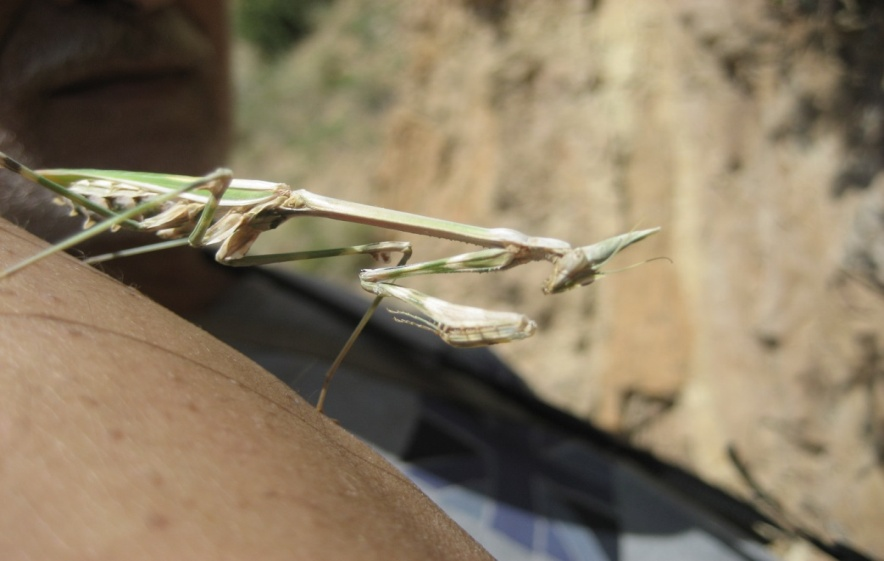
В Україні зустрічається найзахідніша популяція виду Empusa pennicornis

В Україні виявлено 7 видів богомолів. Богомол звичайний поширений майже по всій країні, окрім високогір'їв Карпат, більшість інших видів наявні лише в південних областях. Деревний богомол закавказький розширює свій ареал на північ з початку XXI століття. 4 види богомолів внесено до Червоної книги України.
- Mantis religiosa Linnaeus, 1758
- Bolivaria brachyptera Pallas, 1773
- Ameles taurica Jakovlev[ru] 1903
- Hierodula trancaucasica Brunner[en], 1878
- Iris polystictica Fischer-Waldheim, 1846
- Empusa pennicornis
- Empusa fasciata Brullé[en], 1832

## Хорватія
Надійно встановлена присутність 7 видів богомолів у країні. Фауна Хорватії вивчена недостатньо детально, низка літературних джерел має неточні посилання на знахідки. Також через перетин ареалів двох видів роду Ameles на території Хорватії окремі екземпляри могли бути визначені помилково. Попередні згадки Empusa pennata та Bolivaria brachyptera вважаються помилковими.
- Ameles decolor Charpentier, 1825
- Ameles heldreichi Brunner von Wattenwyl, 1882

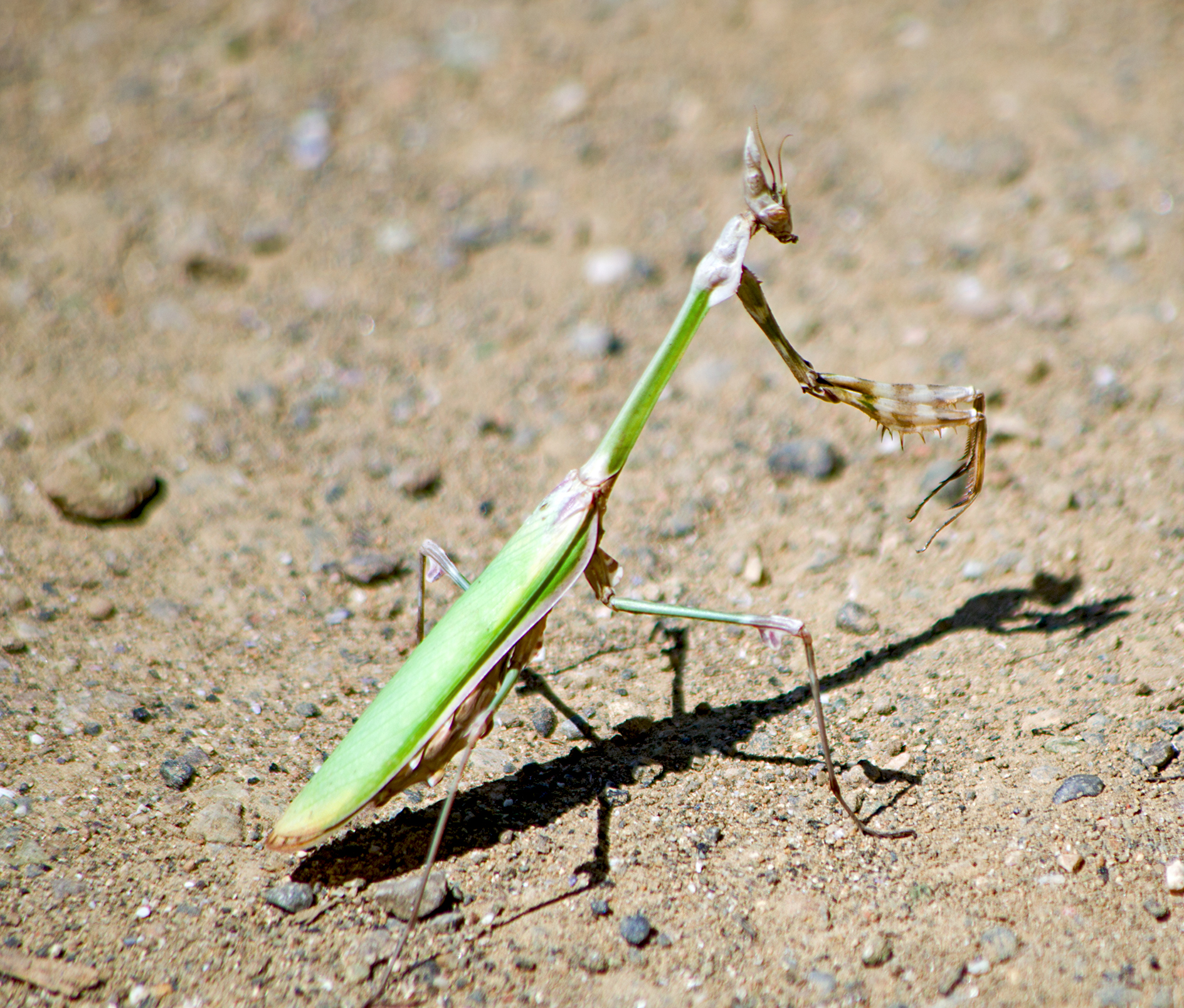
Богомол Empusa fasciata поширений у Балканських країнах та в Україні

- Ameles spallanzania Rossi, 1792
- Mantis religiosa Linnaeus, 1758
- Iris oratoria Linnaeus, 1758
- Geomantis larvoides Pantel, 1896
- Empusa fasciata Brullé, 1832

## Європейська частина Туреччини
У Європейській частині Туреччини відомо близько 5 видів богомолів, тоді як загальна їхня кількість сягає 20-25 видів.
- Geomantis larvoides
- Mantis religiosa Linnaeus, 1758
- Ameles heldreichi Br.v.W., 1882
- Iris oratoria Linnaeus, 1758
- Empusa fasciata Brullé, 1832

## Болгарія
До 2018 року в Болгарії відмічали 4 види богомолів. Натомість розширення ареалу деревного богомола закавказького підняло це число до 5.
- Ameles heldreichi Brunner von Wattenwyl, 1882
- Mantis religiosa Linnaeus, 1758
- Hierodula trancaucasica Brunner[en], 1878
- Iris oratoria Linnaeus, 1758
- Empusa fasciata Brullé, 1832

## Чорногорія

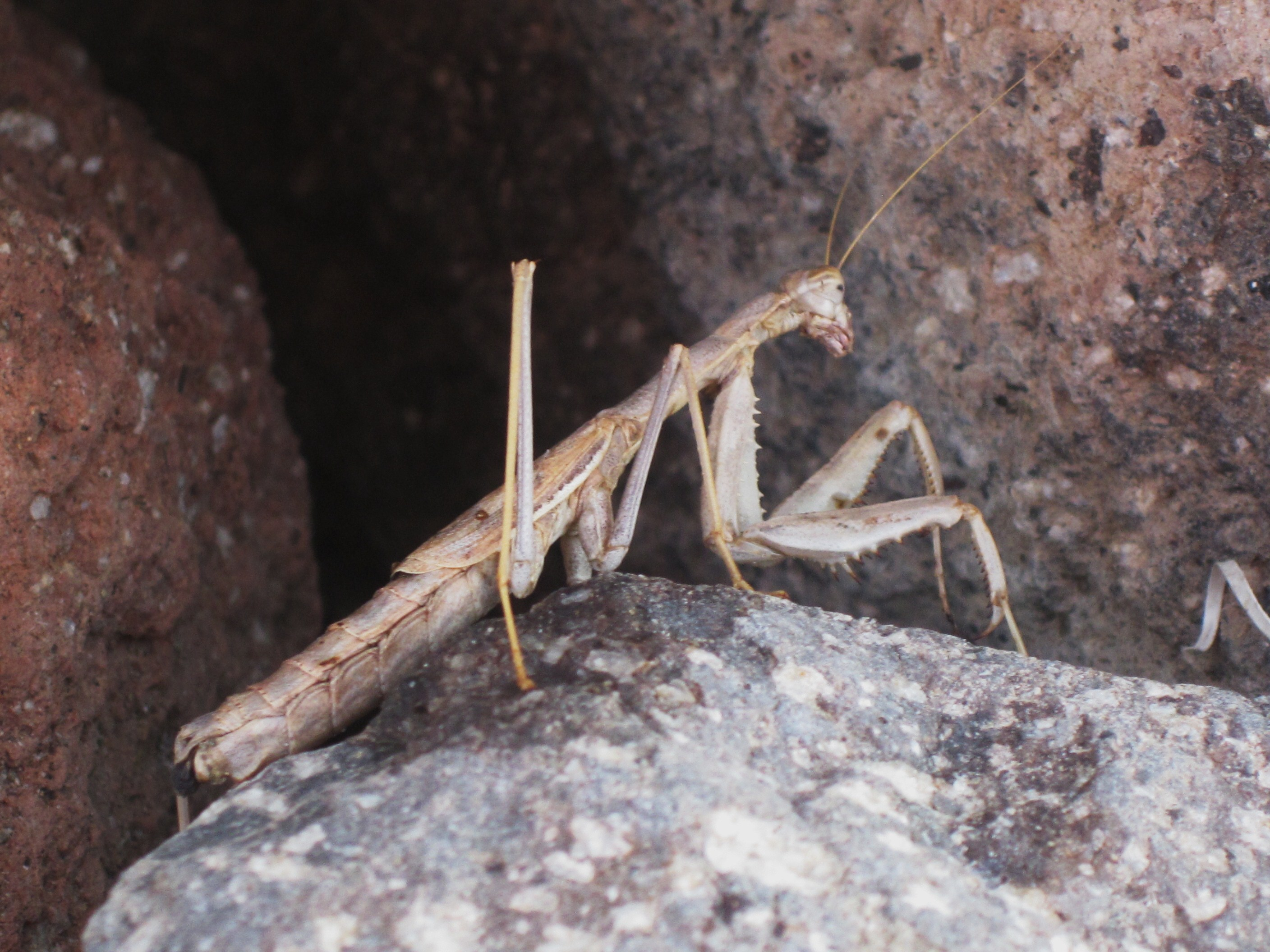
Rivetina balcanica часто трапляється в Чорногорії та Греції

Згідно з дослідженнями фауни Югославії, в країні відомо 5 видів богомолів. Разом з тим більш нових досліджень богомолів не проводилося.
- Ameles decolor Charpentier, 1825
- Mantis religiosa Linnaeus, 1758
- Rivetina balcanica Kaltenbach, 1963
- Empusa fasciata Brullé, 1832
- Iris oratoria Linnaeus, 1758[47]

## Північна Македонія
У фауні Північної Македонії представлено 4 або 5 видів. Непевність пов'язана з близькими видами Ameles decolor та Ameles heldreichi, які важко відрізнити один від одного.
- Ameles decolor Charpentier, 1825
- Ameles heldreichi Brunner von Wattenwyl, 1882
- Mantis religiosa Linnaeus, 1758
- Iris oratoria Linnaeus, 1758
- Empusa fasciata Brullé, 1832

## Боснія і Герцеговина

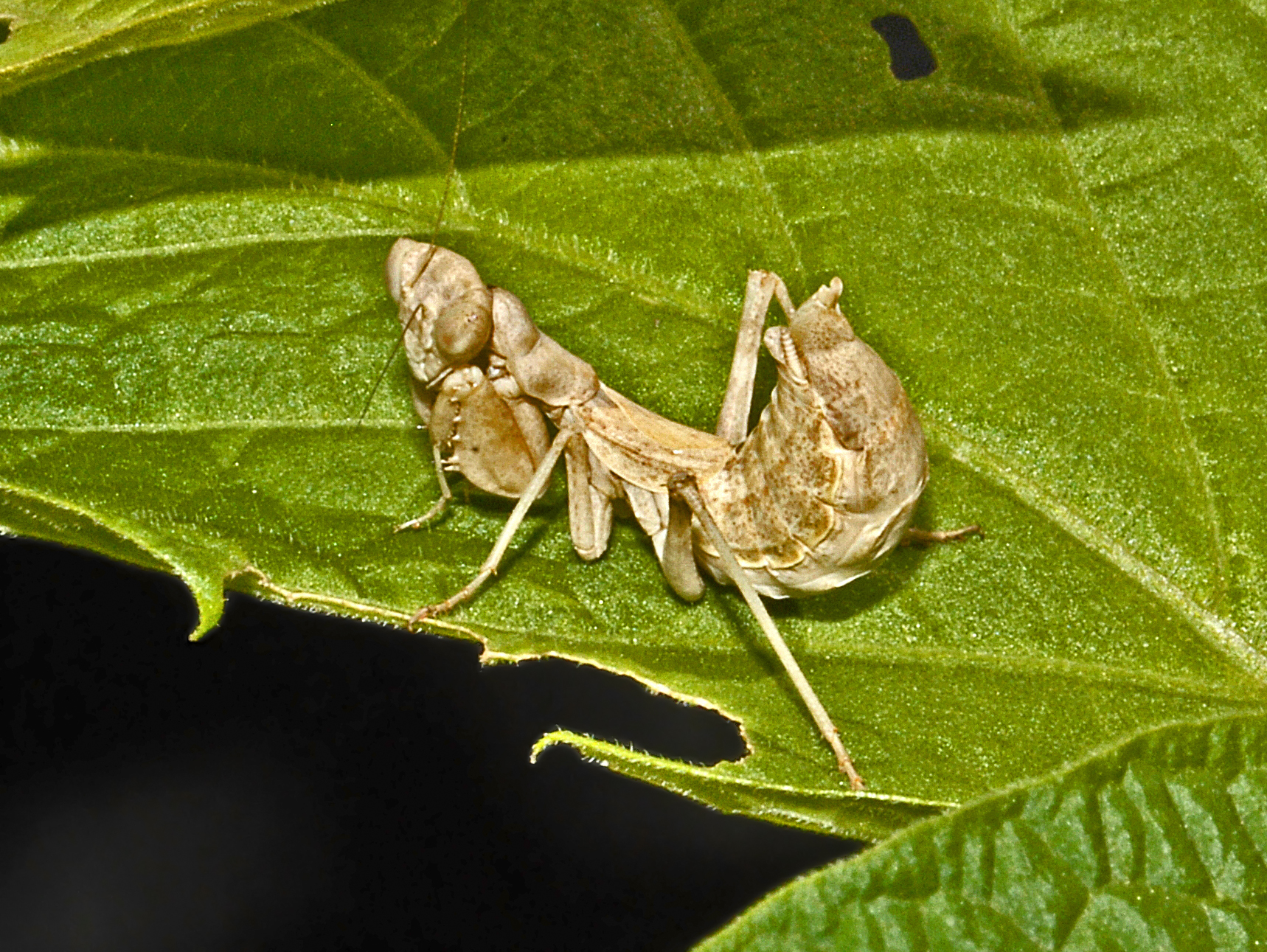
Ameles spallanzania, один з видів богомолів у Боснії і Герцеговині

У Боснії і Герцеговини відомо 4 види богомолів, описаних ще в югославські часи.
- Ameles decolor Charpentier, 1825
- Ameles spallanzania Rossi, 1792
- Mantis religiosa Linnaeus, 1758
- Empusa fasciata Brullé, 1832

## Румунія
У Румунії відомо 4 види, причому Iris oratoria виявлений уперше лише 2019 року.
- Ameles heldreichi Brunner von Wattenwyl, 1882
- Mantis religiosa Linnaeus, 1758
- Empusa fasciata Brullé, 1832
- Iris oratoria Linnaeus, 1758

## Мальта
На Мальті наявні 3 підтверджені види богомолів (хоча в літературі називають і 4, і 6 видів). Усі види, окрім богомола звичайного, перебувають під загрозою зникнення на островах.
- Ameles spallanzania Rossi, 1792
- Mantis religiosa Linnaeus, 1758
- Rivetina baetica Rambur, 1839

## Молдова

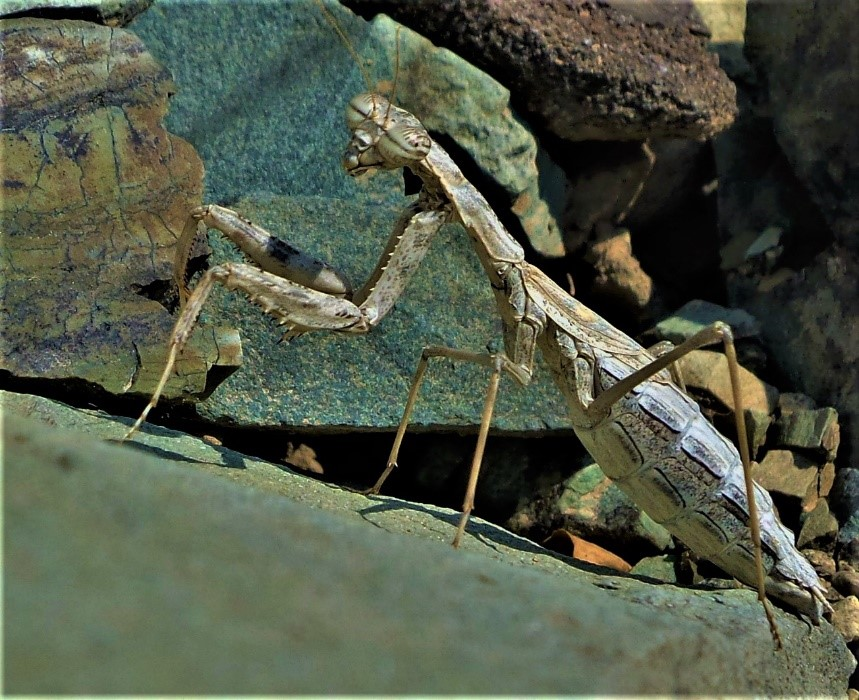
Найзахідніші знахідки Bolivaria brachyptera відомі в Молдові

3 види, причому богомол звичайний був занесений до Червоної книги Молдови 2001-го року видання, а Bolivaria brachyptera та Ameles decolor — до видання 2015 року.
- Ameles decolor Charpentier, 1825
- Bolivaria brachyptera Pallas, 1773
- Mantis religiosa Linnaeus, 1758

## Сербія
На території країни описано 3 види богомолів:
- Ameles heldreichi Charpentier, 1825
- Mantis religiosa Linnaeus, 1758
- Empusa fasciata Brullé, 1832

## Словенія
2 види.
- Mantis religiosa Linnaeus, 1758
- Empusa fasciata Brullé, 1832